# 's Zomers
 's Zomers of De bohémienne (Frans: En été of La bohémienne) is de titel van een schilderij van Pierre-Auguste Renoir uit de zomer van 1868. Het is een van de vele portretten die Renoir maakte van zijn model en geliefde Lise Tréhot. Het werk vertoont zowel invloed van de romantiek van Delacroix als van het realisme van Courbet. Tegenwoordig maakt het deel uit van de collectie van de Alte Nationalgalerie in Berlijn.

## Voorstelling
Renoir leerde Lise Tréhot in 1865 kennen, waarschijnlijk via zijn vriend Jules Le Coeur, die een verhouding met haar zus had. Gedurende de zes jaar die hun relatie zou duren, schilderde hij minimaal zeventien keer haar portret. Het bekendste voorbeeld is misschien Lise met parasol dat op de salon van 1868 veel bewondering oogstte. Wellicht naar aanleiding van dit succes schilderde hij haar later dat jaar nogmaals, ditmaal wat informeler. Het was het enige schilderij dat Renoir indiende voor de salon van 1869.
Op dit portret is Lise Tréhot twintig jaar oud. Renoir beeldt haar uit gezeten op een stoel voor een balustrade. Ze draagt een rood-wit gestreepte rok met daarboven een wit lijfje. Omdat het lijfje van haar rechterschouder is gegleden, is een groot deel van haar decolleté zichtbaar. Het zwarte haar, dat met een rood lint op haar hoofd bijeen gehouden wordt, valt los over haar schouders. In haar rechteroor is een oorbel zichtbaar. Lises dromerige, lege blik is gericht op een punt rechts achter de toeschouwer. In haar rechterhand, die samen met de linker in haar schoot rust, houdt zij een paar groene blaadjes vast. Dit brengt een verbinding tot stand met de achtergrond, die slechts schetsmatig is geschilderd. Het in brede penseelstroken aangebracht groen is, net als de kleding van Lise, een duidelijke verwijzing naar het jaargetijde waarin het schilderij is ontstaan.
Tussen 's Zomers en de portretten van Delacroix zijn duidelijke gelijkenissen aan te wijzen. Dit blijkt bijvoorbeeld uit de kleding op Jong weesmeisje op het kerkhof. Ook sommige schilderijen van Bazille, met wie Renoir bevriend was en enige tijd samenwoonde, laten overeenkomsten zien. Zo is het strepenpatroon in de rok van het meisje op Het dorpsgezicht verwant aan het patroon op Lises rok. Beide schilderijen waren samen te zien op de salon van 1869. Renoir voegde aan zijn schilderij het onderschrift Studie (Frans: Étude) toe. Op die manier hoopte hij te voorkomen dat de jury hem de grof uitgewerkte achtergrond kwalijk zou nemen.

## Herkomst
- maart 1873: de kunstcriticus Théodore Duret verwerft het schilderij voor 400 Franse frank van een niet bij naam bekende Parijse kunsthandelaar. Hoe deze in het bezit van het schilderij was gekomen, is onbekend.
- Het schilderij komt in de verzameling van François Depeaux in Rouen.
- 31 mei - 1 juni 1906: tijdens een veiling van de verzameling Dupeaux kopen drie kunsthandels (Durand-Ruel, Paul Rosenberg en Bernheim-Jeune) het werk gezamenlijk voor 4.500 frank.
- november 1906: door tussenkomst van Paul Cassirer wordt het schilderij aangekocht door de Nationalgalerie in Berlijn voor 8.000 mark. De aankoop wordt gefinancierd door de bankiersvrouw Mathilde Kappel.[2]
- 1919: overgebracht naar het Kronprinzenpalais waar de Nationalgalerie een afdeling voor moderne kunst opende.
- 1945: na de Tweede Wereldoorlog komt het schilderij in de oranjerie van Slot Charlottenburg.
- 1968: overgebracht naar de Neue Nationalgalerie.
- Na de Duitse hereniging verhuist het schilderij weer naar de Alte Nationalgalerie.

## Afbeeldingen

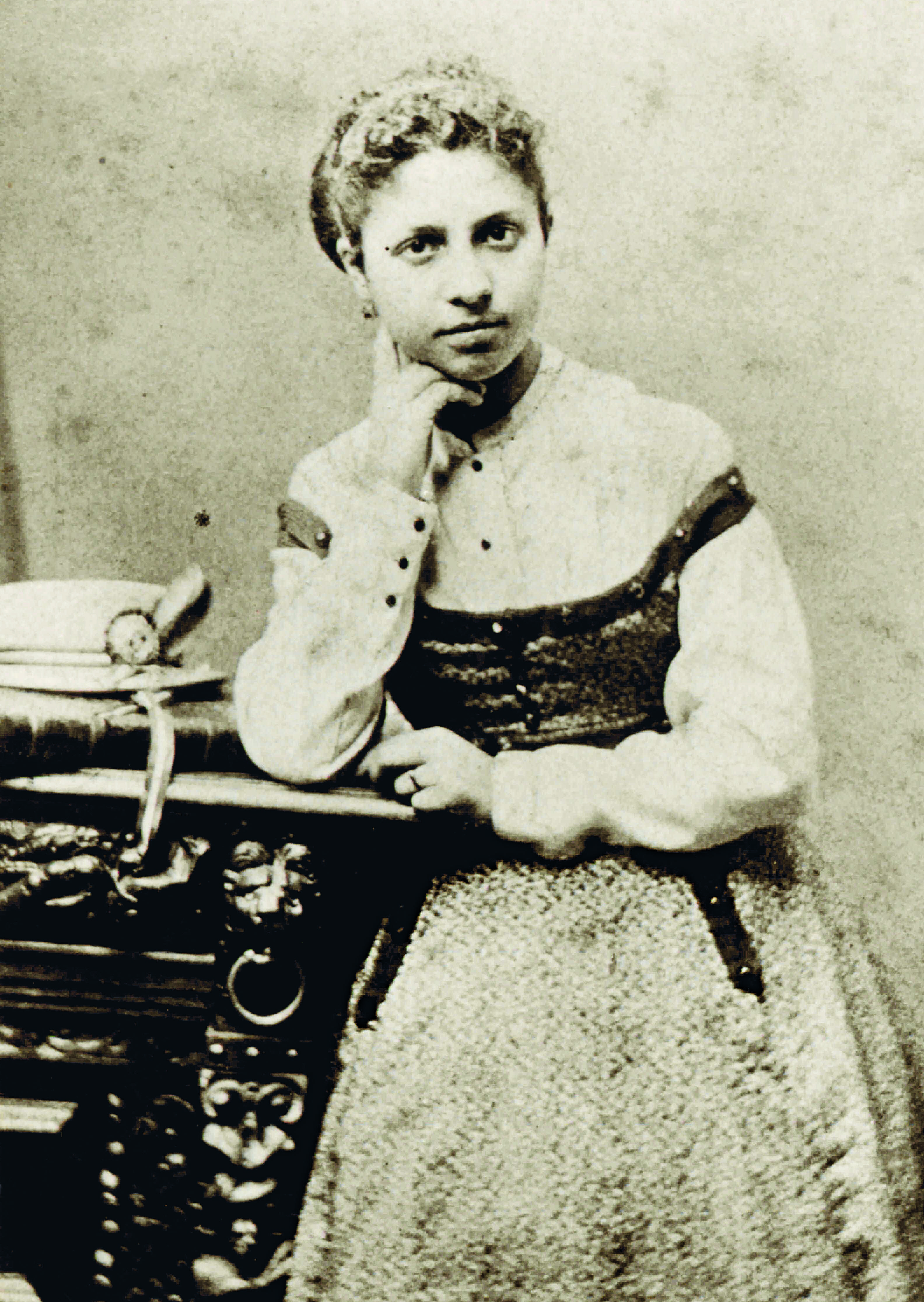
Lise Tréhot, foto uit 1864
Lise met parasol (1867)
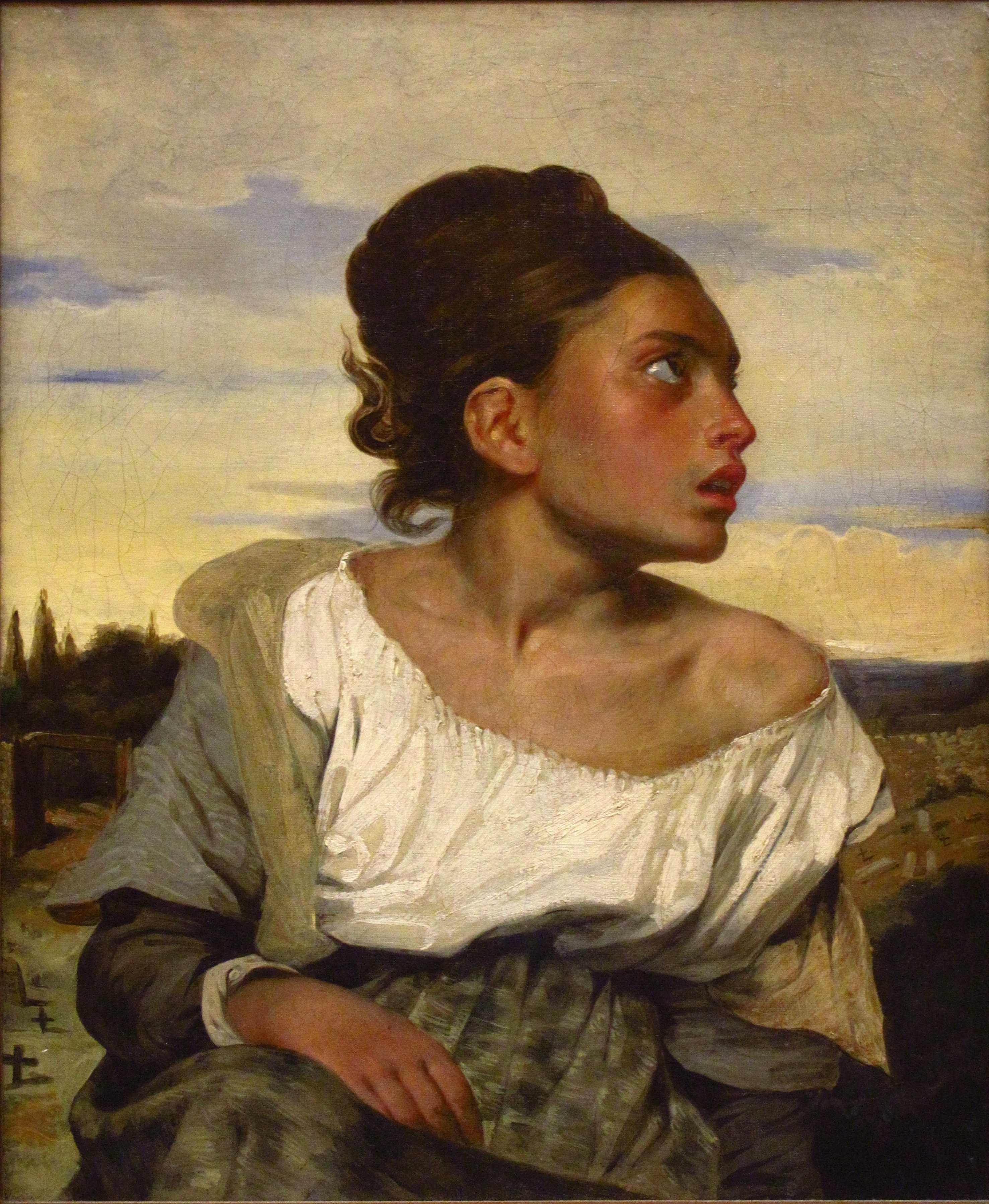
Jong weesmeisje op het kerkhof - Eugène Delacroix
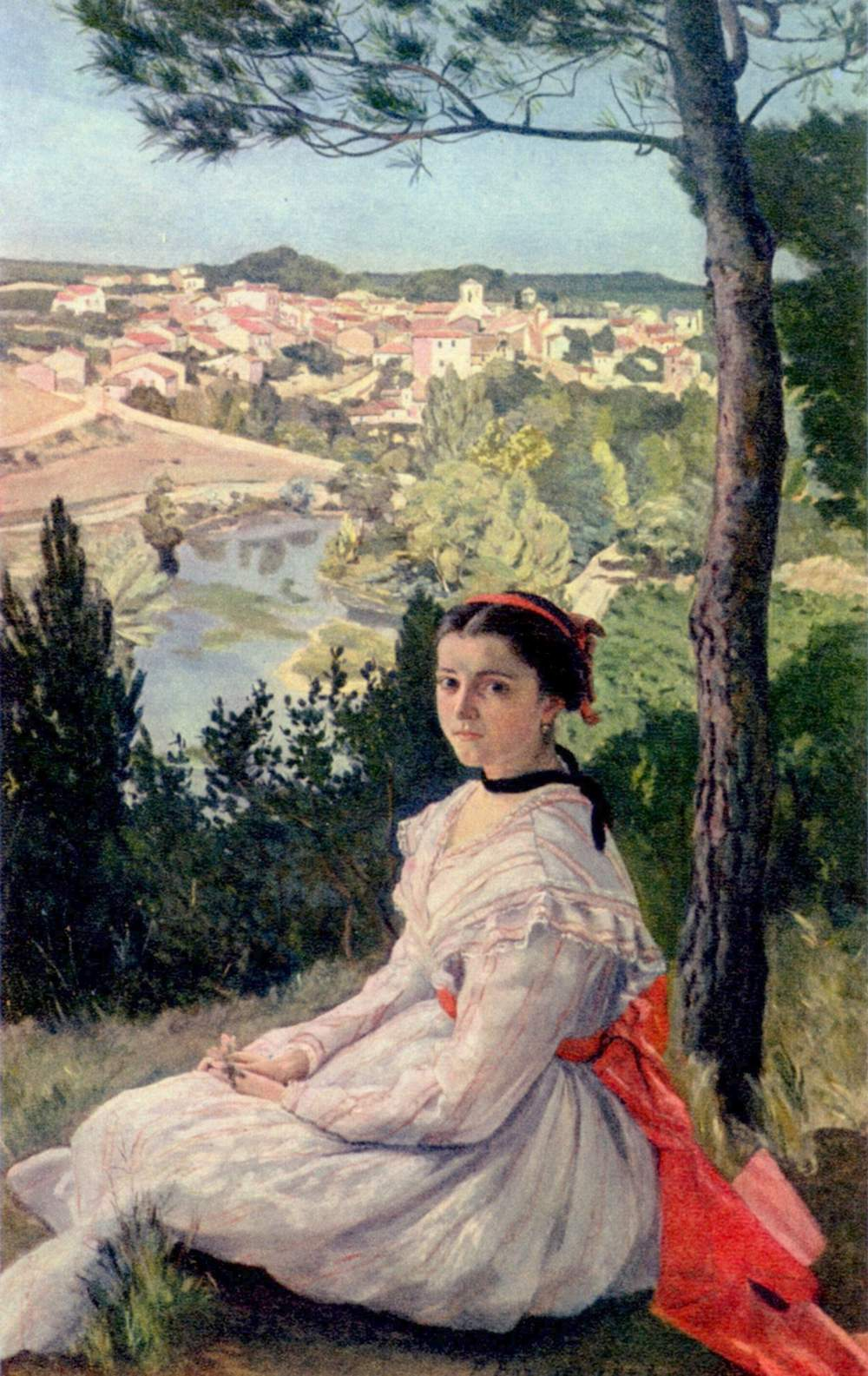
Het dorpsgezicht - Frédéric Bazille